# Colonato
El colonato es una forma de explotación de las tierras de cultivo, que constituye una forma de transición entre el sistema esclavista del Imperio romano, y el sistema feudal que predominó durante la Edad Media, aunque su origen se encuentra en el Antiguo Egipto. El colono poseía un estatus intermedio entre la esclavitud y la libertad: era aquella persona que cultivaba una tierra que no le pertenecía y estaba ligado a ella, pero no era propiedad del dueño de la tierra. Por el hecho de cultivarla pagaba un canon o renta anual, ya fuera en dinero o en especie.
La institución del colonato no pertenece al derecho clásico. Se afianzó por la desaparición de la esclavitud, los colonos eran libertos que trabajaban las tierras de sus antiguos amos, a cambio de su protección y de una parcela, para su consumo, pagando un alquiler. Se cree que sus reglas de funcionamiento fueron establecidas y completadas desde tiempos de Constantino, aunque también se piensa que ya en tiempos de Diocleciano pudieron establecerse. Y fue una de las claves en la transición entre el modo de producción esclavista y el modo de producción feudal, en el que las relaciones de producción no se producen entre esclavos y propietarios, sino entre señores y siervos. En el colonato, la definición del derecho de propiedad es todavía clara, mientras que en el feudalismo, la propiedad es un concepto confuso, puesto que siervos y señores (nobles y clérigos) comparten algún grado de dominio sobre la tierra (dominio útil, dominio eminente), siendo la clave que unos tengan la capacidad de explotarla y gestionar la producción, y los otros la capacidad de extraer el excedente.
La persona del colono no estaba sometida al dueño de la tierra: podía casarse y adquirir bienes, pero para enajenarlos necesitaba el consentimiento del propietario, ya que con ellos garantizaba el pago anual que se debía efectuar. Tampoco podía ejercer el colono ningún cargo público. Por otro lado, cuando el propietario vendía el terreno, este era transferido con todo lo que en el hubiese, incluyendo a los colonos que allí habitaran. La condición del colono era hereditaria y solo podía finalizar mediante el pago de la deuda.
La trascendencia de la institución radicaba en que permitía garantizar la disponibilidad de fuerza de trabajo suficiente para cultivar amplias extensiones de tierra. Desde el punto de vista fiscal, la institución también resultaba ventajosa para el Estado, ya que los impuestos eran cobrados a los colonos en lugar de ser exigidos al propietario. Debido a que aquellos permanecían inseparablemente unidos a la tierra el Estado se aseguraba el cobro de los impuestos pertinentes.
Con la continua desaparición del poder imperial, los terratenientes tuvieron que procurarse sus propios medios de defensa, pasando el colono a cumplir tareas bélicas, sirviendo esto como oportunidad para conseguir favores de su señor e incluso pagar su libertad. En las fronteras bizantinas, constantemente azotadas por incursiones y guerras, surgió la figura del Stratiota (en griego: στρατιώτης (stratiótēs)), un soldado-colono al que se le atribuía una propiedad territorial y un puesto militar, ambos inalienables y hereditarios. En la práctica, era un soldado a caballo quien tenía la tarea de equiparse completamente a sus expensas, tanto para el caballo como para su propio armamento. Estaba a cargo de su propio entrenamiento, tenía que responder a todas las convocatorias y tenía que someterse a los diarios (adnoumion). Los Stratootes representaban así la parte principal del ejército, así formado por miembros procedentes de las clases sociales más pobres, pequeños y medianos agricultores. Este sistema permitió el desarrollo de pequeñas y medianas propiedades y está en el origen del poder militar bizantino hasta el siglo IX. 